# 新ラブバッグ/ハービー絶体絶命!
『新ラブバッグ/ハービー絶体絶命!』（しんラブバッグ ハービーぜったいぜつめい、The Love Bug）は1997年のアメリカ合衆国のテレビ映画。